# Rijksseruminrichting

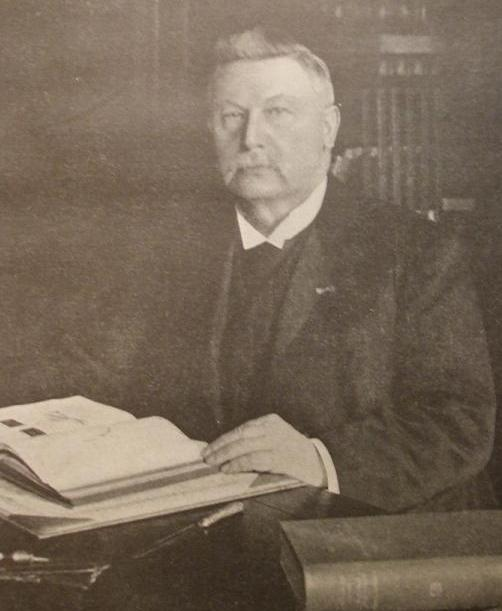
Prof. dr. J Poels

De Rijksseruminrichting (RSI) was een Nederlandse instelling op diergeneeskundig gebied voor met name gebruiksdieren. Ze werd in 1904 te Rotterdam opgericht met als hoofddoel:
Het rechtstreeks dienstbaar maken aan de landbouw van de nieuwere veeartsenijkundige gegevens, voornamelijk met betrekking tot de infectieziekten der dieren.
Hieronder werd verstaan het geven van adviezen met betrekking tot de hygiëne bij huisdieren, het zoeken naar onbekende oorzaken van ziekten die onder deze dieren voorkomen en de beschikbaarstelling van entstoffen van sera die in eigen laboratoria werden bereid met het doel veeziekten te voorkomen of te genezen.
De instelling werd gevestigd in de Vinkendwarsstraat te Rotterdam-Noord. Dr. J. Poels (1851-1927), een Rotterdams veearts, was de stichter en eerste directeur. Utrecht probeerde al gauw de Rijksseruminrichting naar deze stad over te laten plaatsen omdat daar ook de Rijks Veeartsenijschool was gevestigd. Toen de huisvesting van de inrichting in Rotterdam-Noord onvoldoende was geworden, maakte directeur Poels met de gemeente Rotterdam plannen voor een beter onderkomen in Oud-Mathenesse. Hij mocht de verwezenlijking hiervan niet meer beleven.

## Nieuwbouw in Oud-Mathenesse
Dankzij de gemeente, die zowel 1,5 ha grond aanbood als het benodigde kapitaal tegen een matige rente beschikbaar stelde, kon in 1931 tussen Rotterdam en Schiedam een geheel nieuwe inrichting in gebruik worden genomen. Ontwerper van de gebouwen was de bekende Rotterdamse architect Ad van der Steur. De straat waaraan de nieuwbouw was gelegen werd naar de inmiddels overleden directeur Prof. Poelslaan gedoopt.
Het complex werd beheerst door een hoofdgebouw van 53 meter lengte met 2 verdiepingen. Hierin waren 10 laboratoria ondergebracht, een directiekamer, een zaal voor de administratie, een bibliotheek en leeskamer, een museum en diverse afdelingen voor het centrifugeren en bottelen van sera en de reiniging en sterilisatie van glaswerk.
In de stallen op het terrein was plaats voor 148 paarden, 54 runderen, 100 varkens en een serie pluimveehokken met uitlopen en een bijenstand, een loopruimte voor paarden en 2 dienstwoningen.
De entstoffen, sera en diagnostica die de Rijksseruminrichting ontwikkelde en produceerde, werden door dierenartsen in heel Nederland gebruikt voor het diagnosticeren van ziektes, het enten van dieren ter preventie van ziektes of om zieke dieren te genezen.

## Fusie en verhuizing
In 1959 ontstond na een fusie het Centraal Diergeneeskundig Instituut (CDI), een bundeling van de Rijksseruminrichting (RSI) en het Staatsveeartsenijkundig Onderzoeksinstituut (SVOI). Dat laatste was ontstaan in 1930, met name om het zeer besmettelijke mond-en-klauwzeervirus te bedwingen dat herhaaldelijk de Nederlandse veestapel teisterde. Het SVOI was bij oprichting ondergebracht bij de RSI maar verhuisde in 1941 naar de marinewerf op Kattenburg in Amsterdam. Beide instituten kampten na de Tweede Wereldoorlog met ernstig ruimtegebrek. Fusie en herhuisvesting op een nieuwe locatie leek logisch. In 1953 werd zelfs al het landgoed Houdringe bij De Bilt aangekocht, direct naast het huidige RIVM. Ir. A.P. Minderhoud, landdrost van de Zuidelijke IJsselmeerpolders wist het CDI echter naar de nieuwe polder te lokken. In 1972 verhuisden de eerste medewerkers van het voormalige SVOI naar Lelystad, in 1982 volgde ook de voormalige RSI.
In 1994 veranderde de organisatie in Instituut voor Dierhouderij en Diergezondheid en voegde ook de andere onderzoeksinstituten van de Dienst Landbouwkundig Onderzoek, de IVO, IVVO en COVP zich bij de organisatie. In 1999 veranderde naam in ID-Lelystad nadat het DLO en de Universiteit Wageningen (WU) gingen samenwerken. Voor de uitvoering van wettelijke vastgelegde taken splitste men in 2002 weer het Centraal Instituut voor DierziekteControle (CIDC-Lelystad) af van ID-Lelystad maar bleef het wel een onderdeel van de Universiteit. In 2008 werd het CIDC weer samengevoegd met de divisie infectieziekten van de Animal Sciences Group van de Wageningse universiteit onder de naam Central Veterinary Institute. In 2016 werden ook de andere onderzoeksgroepen van de universiteit bij dit instituut gevoegd en veranderde de naam wederom, dit keer in Wageningen Bioveterinary Research.